# Carolin Golubytskyi
Carolin Golubytskyi, née Carolin Wutz le 19 décembre 1985 à Bad Mergentheim, est une escrimeuse allemande qui pratique le fleuret. Elle est mariée à l'escrimeur ukrainien Serhiy Holubytskyy.

## Palmarès
- Championnats du monde d'escrime
  -  Médaille d'argent aux championnats du monde d'escrime 2013 à Budapest
  -  Médaille de bronze par équipes aux championnats du monde d'escrime 2009 à Antalya

- Coupe du monde d'escrime
  -  Médaille d'argent au tournoi d'escrime de Marseille 2013

- Championnats d'Europe d'escrime
  -  Médaille d'argent par équipes aux championnats d'Europe d'escrime 2010 à Leipzig
  -  Médaille de bronze aux championnats d'Europe d'escrime 2008 à Kiev
  -  Médaille de bronze par équipes aux championnats d'Europe d'escrime 2011 à Sheffield
  -  Médaille de bronze aux championnats d'Europe d'escrime 2013 à Zagreb

## Classement en fin de saison
| Année | 2004 | 2005 | 2006 | 2007 | 2008 | 2009 | 2010 | 2011 | 2012 | 2013 | 2014 | 2015 | 2016 |
| ----- | ---- | ---- | ---- | ---- | ---- | ---- | ---- | ---- | ---- | ---- | ---- | ---- | ---- |
| Rang  | 114  | 208  | 21   | 8    | 4    | 11   | 30   | 23   | 14   | 3    | 16   | 25   | 14   |